# Thanatus vulgaris
Thanatus vulgaris is een spinnensoort in de taxonomische indeling van de renspinnen (Philodromidae).
Het dier behoort tot het geslacht Thanatus. De wetenschappelijke naam van de soort werd voor het eerst geldig gepubliceerd in 1870 door Eugène Simon.
In Nederland wordt hij vooral weleens gesignaleerd in krekelculturen, (waarbij krekels als voedseldieren voor kleine reptielen etc worden gekweekt). Voor zover bekend is het geen soort die zich in Nederland in het wild geregeld voortplant.

## externe links
thanatus vulgaris in Nl